# Plectris festiva
Plectris festiva är en skalbaggsart som beskrevs av Hermann Burmeister 1855. Plectris festiva ingår i släktet Plectris och familjen Melolonthidae. Inga underarter finns listade i Catalogue of Life.